# Affrontements soudano-éthiopiens de 2020-2022
Les affrontements soudano-éthiopiens de 2020-2022 ont commencé dans la région d'Abu Tyour le long de la frontière entre l'Éthiopie et le Soudan le 15 décembre 2020, entre les forces armées soudanaises et les forces de défense nationale éthiopiennes.

## Déroulement

### 2020
Le 15 décembre 2020, des milices éthiopiennes, prétendument soutenues par le gouvernement éthiopien, ont tendu une embuscade à plusieurs officiers militaires soudanais, tuant 4 d'entre eux. Plus tard dans la journée, le Premier ministre soudanais Abdalla Hamdok a déclaré qu'il était prêt à "repousser" l'agression militaire. Déjà confronté à une guerre dans le nord du pays, le Premier ministre éthiopien Abiy Ahmed a tenté de calmer la situation en disant: "De tels incidents ne rompront pas le lien entre nos deux pays car nous utilisons toujours le dialogue pour résoudre les problèmes".
Les choses se sont aggravées lorsque le Soudan a commencé à mobiliser des soldats à la frontière contestée et, le jour du Nouvel An, il a affirmé avoir repris tous les villages de la région. En réponse, le chef de l'armée éthiopienne, le général Birhanu Jula, a déclaré: « Nos militaires sont engagés ailleurs, ils en ont profité. Cela aurait dû être résolu à l'amiable. Le Soudan doit choisir le dialogue, car il y a des acteurs tiers qui veulent voir nos pays divisés. » (Quand il dit des acteurs tiers, il parle de l'Égypte).
Le 28 décembre 2020, le Soudan a affirmé avoir capturé les villages d'Asmaro, Lebbaki, Pasha, Lamlam, Melkamo, Males, Ashkar, Arqa, Umm Pasha Teddy. Au total, il a capturé 11 colonies contrôlées par les milices éthiopiennes. Le Soudan a également affirmé avoir capturé la ville de Lilli aux forces et milices d'Amhara. Lilli abrite des commandants de l'armée d'Amhara, de grands commerçants et des agriculteurs. Au total, plus d'un millier d'agriculteurs éthiopiens y vivent.

### 2021
Le 3 janvier 2021, le Soudan a capturé 45 combattants du TPLF qui sont entrés au Soudan.
Le 14 février 2021, le Soudan a déclaré que des soldats éthiopiens avaient pénétré sur son territoire. Le ministère éthiopien des Affaires étrangères a déclaré que le Soudan pillait et déplaçait des citoyens éthiopiens depuis le 6 novembre 2020 et que l'armée soudanaise devrait évacuer la zone qu'elle a occupée par la force. L'Éthiopie a également accusé le Soudan d'avoir pénétré sur son territoire.
Le 20 février 2021, le Ministère soudanais des affaires étrangères a affirmé que les forces érythréennes étaient entrées dans la région d'al-Fashaqa avec les forces éthiopiennes, le 24 février 2021, l'Érythrée à nié l'implication de ses forces dans les tensions aux frontières soudano-éthiopienne. Déclarant qu'il souhaitait une solution pacifique au conflit et que son gouvernement comprend la position du Soudan concernant son droit d'étendre sa souveraineté sur ses terres.
Le 23 février 2021, l’Éthiopie a demandé au Soudan de retirer ses troupes de la zone frontalière contestée avant que les pourparlers de paix ne puissent commencer. La porte-parole du ministère éthiopien des Affaires étrangères, Dina Mufti, a déclaré que l'Éthiopie ne voulait pas entrer à nouveau en conflit avec le Soudan. Il a également déclaré que l'Éthiopie souhaitait revenir au compromis de 2008 qui permettrait aux troupes et aux civils éthiopiens d'entrer dans la région sans être dérangés. Enfin, Mufti a déclaré qu'une tierce partie avait poussé le Soudan à entrer en conflit avec l'Éthiopie. Le même jour, le Soudan a déclaré qu'il ne retirerait pas ses troupes de la région frontalière et a déclaré que le déploiement de l'armée soudanaise sur la bande frontalière avec l'Éthiopie est une décision finale et irréversible.
Le 2 mars 2021, l'armée soudanaise a continué de pousser le dernier bastion éthiopien de Bereket dans la région frontalière contestée d'al-Fashaga contre les forces soutenues par l'Éthiopie. Dans l'intervalle, le Soudan a affirmé que les forces érythréennes aidaient les Éthiopiens.